# Holzhausen (Straßlach-Dingharting)
Holzhausen ist ein Gemeindeteil von Straßlach-Dingharting im oberbayerischen Landkreis München. 

## Geographie
Das Kirchdorf liegt circa einen Kilometer südöstlich vom Deininger Weiher.

## Baudenkmäler
Siehe auch: Liste der Baudenkmäler in Holzhausen
- Katholische Filialkirche St. Martin